# Algoma (Michigan)
Algoma Township è una civil township della Contea di Kent nello Stato del Michigan. Secondo il Censimento degli Stati Uniti d'America del 2010 la sua popolazione ammontava a 9932 persone,, registrando, quindi, un incremento rispetto alle 7596 persone secondo il Censimento del 2000.

## Storia
In origine, Algoma venne abitata nel 1843. La township fu istituita 1849.
Nel 1856 C. C. Comstock di Grand Rapids realizzò un mulino nella township intorno al quale sviluppò la comunità di Gougeburg.
Nel 1868 fu istituito un villaggio con il nome di Burchville. Esso ebbe un ufficio postale fino al 1879. Nel 1869 fu istituito il villaggio di Edgerton. Anch'esso ebbe il suo ufficio postale fino al 1937.

## Geografia
Secondo l'Ufficio del censimento degli Stati Uniti d'America, la township occupa una superficie totale di 90,5 km² (34,9 miglia quadrate), di cui 88,4 km² (34,1 miglia quadrate) di suolo e 2,1 km² (0,81 miglia quadrate), pari al or 2,27%, di acque.
La maggior parte della township è servita dallo ZIP Code 49341, corrispondente a Rockford, una città che confina con la township a Sud-Est. La parte occidentale della township è servita dallo ZIP Code 49345, corrispondente a Sparta, mentre la parte nord-orientale è servita dallo ZIP Code 49319, corrispondente a Cedar Springs, che confina con l'angolo Nord-Est della township.
La maggior parte dei ragazzi sotto i 18 anni frequentano le Scuole Pubbliche di Rockford, la parte occidentale è servita dalle Scuole dell'Area di Sparta e la parte settentrionale è servita dalle Scuole Pubbliche di Cedar Springs.

## Società

### Evoluzione demografica
Secondo il censimento del 2000, erano presenti 7596 persone, 2588 households (gruppi di persone abitanti nella stessa casa, anche se non appartenenti necessariamente alla stessa famiglia, o anche persone singole abitanti in una casa) e 2158 famiglie residenti nella township. La densità di popolazione era di 84,1 ab./km² (217,9 ab./miglio quadrato). C'erano 2692 unità abitative con una densità media di 29,8/km² (77,2/mi²). La composizione razziale della township era: 97,54% bianchi, 0.22% afroamericani, 0.29% nativi americani, 0,45% asiatici, 0,01% isolani del Pacifico, 0,72% altre razze e 0,76% di sangue misto tra due o più razze. Gli Ispanici o Latini di ogni origine erano l'1,67% della popolazione.
Delle 2588 households, il 42,3% aveva bambini di età inferiore ai 18 anni al proprio interno, il 72,3% erano coppie sposate che vivevano insieme, il 7,8% aveva una donna senza un marito e il 16,6% erano non-famiglie. Il 12,8% di tutte le households era composto da singoli e il 4,0% aveva una persona che viveva da sola e che aveva 65 anni o più. In media, una household comprendeva 2,94 persone, mentre una famiglia 3,20 persone.
Nella township, la popolazione era distribuita con il 30,2% sotto i 18 anni, il 6,8% dai 18 ai 24 anni, il 31,8% dai 25 ai 44 anni, il 23,9% dai 45 ai 64 anni e il 7,4% di età pari o superiore a 65 anni. L'età media era 35 anni. Per ogni 100 femmine, c'erano 98,1 maschi. Per ogni 100 femmine di 18 anni o più, c'erano 97,3 maschi.
Il reddito medio per una household nella township era $58285 e quello per una famiglia era $62863. I maschi avevano un reddito medio di $45281 contro $28870 per le femmine. Il reddito pro capite per la township era $23150. Circa il 2,6% delle famiglie e il 3,7% delle persone era sotto la soglia di povertà, il 4,5% delle quali minori di 18 anni e il 2,1% delle quali di età pari o superiore a 65 anni.